# (4164) Shilov
(4164) Shilov ist ein Hauptgürtelasteroid, der am 16. Oktober 1969 von Ljudmila Iwanowna Tschernych vom Krim-Observatorium aus entdeckt wurde.
Der Asteroid wurde nach dem russischen Maler Alexander Maxowitsch Schilow (* 1943; russisch Александр Максович Шилов; englisch Aleksandr Maksovich Shilow) benannt.